# Machy, Somme

Machy este o comună în departamentul Somme, Franța. În 1 ianuarie 2022 avea o populație de 118 de locuitori.